# Biełocerkowka (obwód amurski)
Biełocerkowka (ros. Белоцерковка) – wieś (ros. sieło) w południowo-wschodniej Rosji, terytorialnie i administracyjnie należąca do rejonu biełogorskiego, w obwodzie amurskim. 
Według danych statystycznych z 2016 roku wieś zamieszkiwało 265 mieszkańców.